# Baroa
Baroa is een geslacht van vlinders van de familie spinneruilen (Erebidae), uit de onderfamilie Arctiinae.

## Soorten
- B. javanica Rothschild, 1935
- B. punctibasalis Wileman & West, 1928
- B. punctivaga Walker, 1855
- B. siamica Hampson
- B. vatala Swinhoe, 1894